# Lưu Nghĩa Quý
Hành Dương Văn vương Lưu Nghĩa Quý (chữ Hán: 刘义季, 415 – 15 tháng 9, 447), người Tuy Lý, Bành Thành , là quan viên, hoàng thân nhà Lưu Tống. Ông là người duy nhất trong bảy con trai của Lưu Tống Vũ đế không phải chịu kết cục bất đắc kỳ tử.

## Thiếu thời
Nghĩa Quý là con trai út của Lưu Tống Vũ đế Lưu Dụ, mẹ là Lữ mỹ nhân.
Nghĩa Quý từ nhỏ có tính giản dị mà không dung tục, chất phác lại không thiển cận. Lưu Nghĩa Long làm Kinh Châu thứ sử, Lưu Dụ sai Nghĩa Quý đi theo anh trai đến Giang Lăng, vì thế được Nghĩa Long – sau này là Lưu Tống Văn đế – đặc biệt yêu mến.
Năm Nguyên Gia đầu tiên (424) thời Văn đế, được phong Hành Dương vương, thực ấp 5000 hộ. Năm thứ 5 (428), được làm Chinh lỗ tướng quân. Năm thứ 8 (431), được lĩnh Thạch Đầu thú sự. Năm thứ 9 (432), được thăng làm Sứ trì tiết, Đô đốc Nam Từ Châu chư quân sự, Hữu tướng quân, Nam Từ Châu thứ sử.

## Nhận chức Kinh Châu
Năm thứ 16 (439), được thay Lâm Xuyên vương Lưu Nghĩa Khánh làm Đô đốc Kinh, Tương, Ung, Ích, Lương, Ninh, Nam – Bắc Tần 8 châu chư quân sự, An tây tướng quân, Kinh Châu thứ sử, trì tiết như cũ, cấp 1 bộ Cổ xuy.
Khi Nghĩa Khánh còn tại nhiệm, gặp lúc Ba, Thục nhiễu loạn, phải điều quân trấn áp, nên kho tàng trống rỗng. Nghĩa Quý thi hành tiết kiệm, cắt giảm chi phí, sau vài năm kho tàng lại sung túc. Đội chủ Tục Phong nhà nghèo lại có mẹ già, không đủ tiền phụng dưỡng, bèn tự ngừng ăn thịt; Nghĩa Quý thương xót, hằng tháng cấp cho mẹ Phong 2 hộc gạo, 1000 tiền, rồi lệnh cho Phong ăn thịt trở lại. Chữ viết của Nghĩa Quý xấu, dâng tấu lên triều đình đều sai người viết thay, chỉ tự ký tên mà thôi.
Năm thứ 20 (443), được gia Tán kỵ thường thị, tiến hiệu Chinh tây đại tướng quân, lĩnh Nam Man hiệu úy.

## Mượn rượu tránh vạ
Nghĩa Quý vốn thích rượu, sau khi Bành Thành vương Lưu Nghĩa Khang bị phế trừ, ông say sưa sáng tối, hiếm có ngày nào tỉnh táo. Văn đế nhiều lần trách mắng, Nghĩa Quý nhận lỗi, nhưng chẳng thay đổi gì.
Năm thứ 21 (444), được làm Đô đốc Nam Duyện, Từ, Thanh, Ký, U 6 châu chư quân sự, Chinh bắc đại tướng quân, Khai phủ nghi đồng tam tư, Nam Duyện Châu thứ sử, trì tiết, thường thị như cũ. Ngày lên thuyền, Nghĩa Quý chỉ đem theo màn trướng, y phục, còn những gì thuộc về thứ sử thì đều để lại, được người Kinh Sở khen ngợi.
Năm thứ 22 (445), được tiến làm Đốc Dự Châu chi Lương Quận; thăng Từ Châu thứ sử, trì tiết, thường thị, đô đốc như cũ. Cuối năm ấy, Lưu Nghĩa Khang chịu liên đới với mưu đồ tạo phản của bọn Phạm Diệp, Khổng Hy Tiên, bị truất làm thứ nhân, đày đến An Thành. Từ đây Nghĩa Quý càng thêm lo sợ, bỏ hết công việc, suốt ngày say sưa, Văn đế hạ chiếu khuyên răn nhưng ông không thay đổi.
Năm thứ 24 (447), Nghĩa Quý bệnh nặng, triều đình sai Trung thư lệnh Từ Trạm Chi thăm hỏi, triệu ông về kinh sư. Nghĩa Quý còn chưa lên đường thì mất ở Bành Thành, hưởng dương 33 tuổi. Thái úy Giang Hạ vương Lưu Nghĩa Cung dâng biểu xin giải chức để nghênh tang, Văn đế không cho mà sai Đông Hải vương Lưu Y (hay Lưu Huy) làm việc đó.

## Hậu sự
Nghĩa Quý được truy tặng Thị trung, Tư không, trì tiết, đô đốc, thứ sử như cũ.
Con là Lưu Nghi (? – 463), tự Tử Kỳ được kế tự, làm đến Trung thư thị lang, Thái tử trung thứ tử; truy tặng Quan quân tướng quân, Dự Châu thứ sử. Con Nghi là Bá Đạo (? – 479) được kế tự. Ngay sau khi Bá Đạo mất, nhà Nam Tề thay ngôi nhà Lưu Tống, vương quốc bị trừ bỏ, nhưng không có ghi chép con cháu của Nghĩa Quý bị sát hại.

## Dật sự
Khi còn ở Kinh Châu, Nghĩa Quý từng tiến hành Đại sưu  ở Dĩnh, gặp một ông già nhà quê khoác áo cỏ tranh đang cày ruộng, bèn mệnh cho bộ hạ đuổi đi. Ông già dừng cày, nói rằng: “Xưa Sở tử vui chơi, bị lệnh doãn chê trách; nay thời tiết mát mẻ, cần bắt đầu gieo hạt, một ngày không làm sẽ lỡ mất một mùa. Đại vương rong ruổi làm vui, xua đuổi lão phu, trái với mong muốn khuyến nông vậy.” Nghĩa Quý dừng ngựa, nói: “Đây là người hiền.” Rồi ban cho ông già thức ăn. Ông già nói: “Ùy! Tha lỗi không nhận thức ăn đại vương ban cho. Tạm cho không mất thời gian cày cấy, thì lại mất thời gian thụ hưởng thức ăn đại vương ban cho, mà ông già này không thể mất đi chút thời gian nào. Thức ăn ấy đành không dám nhận vậy.” Nghĩa Quý hỏi tên, nhưng ông già không đáp mà bỏ đi.